# Hrabstwo Barnes

Piramida wieku hrabstwa

Hrabstwo Barnes (ang. Barnes County) – hrabstwo w stanie Dakota Północna w Stanach Zjednoczonych. Hrabstwo zajmuje powierzchnię 3 919,25 km². Według szacunków United States Census Bureau w roku 2006 miało 10 955 mieszkańców. Siedzibą hrabstwa jest Valley City.

## Miejscowości
- Valley City
- Wimbledon
- Sanborn
- Tower City
- Litchville
- Oriska
- Dazey
- Fingal
- Nome
- Kathryn
- Rogers
- Sibley
- Leal
- Pillsbury